# Dolichopus nigrifacies
Dolichopus nigrifacies är en tvåvingeart som först beskrevs av Grichanov 2004.  Dolichopus nigrifacies ingår i släktet Dolichopus och familjen styltflugor.
Artens utbredningsområde är Kongo. Inga underarter finns listade i Catalogue of Life.